# Colponemida
Colponema es un protista recientemente descubierto del filo Miozoa. Son organismos biflagelados marinos, de agua dulce y que también pueden encontrarse en el suelo, rápidos nadadores y predadores de otros flagelados más pequeños. Presentan un surco de alimentación longitudinal, pero carecen de estructuras que presentan muchos alveolados (cono apical, roptrias, cilios, etc). Son muy similares a los relacionados Acavomonidia, pero se diferencian de ellos en que estos últimos no presentan el surco de alimentación longitudinal. Por su posición basal en los árboles filogenéticos, son de especial interés para establecer las relaciones entre los distintos grupos de alveolados. 